# Free Your Mind (singel Milk Inc.)
Free Your Mind – trzeci singel Milk Inc. nagrany z nową wokalistką Sofie Winters. Na tym singlu Sofie Winters zakończyła współpracę z Milk Inc. Singiel nigdy się nie pojawił na żadnym "Best of-ie".

## Teledysk
Teledysk był nagrany w Londynie wyłącznie dla Francji. W Belgijskich stacjach nigdy się nie ukazał.
W klipie widzisz Sofie i Regiego jadących w nocy. Sofie chodzi po ulicach boso śpiewając.
Teledysk pod dyrekcją: Caswella Cogginsa

## Pozycje na listach
| Kraj(1997) | Pozycja |
| ---------- | ------- |
| Francja    | 19      |
| Szwecja    | 54      |

## Listy utworów i wersje
(CD-single)
(1997)
1. "Free Your Mind (Roadrunner's 7" Mix)2:58
2. "Free Your Mind (Vibro-Dwarfs 7" Mix) 3:46

(CD-maxi)
(Wydany: 1997)
1. " Free Your Mind (Vibro-Dwarfs 12" Mix)4:51
2. "Free Your Mind (Roadrunner's 7" Vocal Mix)2:58
3. "Free Your Mind (Salsa Latino Mix)4:42
4. "Free Your Mind (Roadrunner's 12" Mix)5:16
5. "Free Your Mind (Vibro-Dwarfs 7" Mix)3:46
6. "Free Your Mind (Jesus Love's The Vache)5:24

(French Edition)
(Wydany: 1997 )
1. "Free Your Mind (Roadrunner's 7" Vocal Mix
2. "Free Your Mind (Vibro-Dwarfs Radio Edit)

(Import Version)
(Wydany: 1997 )
1. "Free You Mind (Radio Version)
2. "Free You Mind (Vibro-Dwarfs 7" Mix)
3. "Free You Mind (Roadrunner's 7" Vocal Mix)
4. "Free You Mind (Salsa Latino Mix)